# Assassinato de Celso Daniel
Caso Celso Daniel refere-se aos acontecimentos que envolveram a morte de Celso Daniel, então prefeito de Santo André pelo Partido dos Trabalhadores, em 18 de janeiro de 2002.
Sérgio Gomes da Silva, conhecido como Sombra, foi um dos principais suspeitos do assassinato do político, Sombra era amigo e assessor de Celso Daniel, o Ministério Público alegou que Sombra planejou o assassinato porque Celso Daniel teria descoberto um esquema de corrupção na prefeitura, Sombra foi condenado a 15 anos, seis meses e 19 dias de prisão por um esquema de cobrança de propinas de empresas de transporte.
Sombra ficou sete meses preso em caráter preventivo, mas o Supremo Tribunal Federal (STF) anulou parte do processo em 2014. O STF decidiu que os advogados de Sombra não puderam interrogar os demais réus, e que a fase de instrução do processo teria que ser refeita.
Sombra morreu de câncer em 2016, sem ter sido levado a júri popular.
O caso também foi alvo de investigação na CPI dos bingos e na Operação Lava Jato.

## Assassinato
Celso Daniel tinha cinquenta anos de idade, quando ocupava o cargo de prefeito de Santo André pela terceira vez, foi sequestrado na noite de 18 de janeiro de 2002, quando saía de uma churrascaria localizada na região dos Jardins, em São Paulo.
Segundo a imprensa, o prefeito estava num Mitsubishi Pajero blindado, na companhia do empresário Sérgio Gomes da Silva, conhecido também como o "Sombra". O carro teria sido perseguido por outros três veículos: um Santana, um Tempra e uma Blazer.
Na Rua Antônio Bezerra, perto do número 393, no bairro da Vila Vera, Distrito do Sacomã, Zona Sul da capital, os criminosos fecharam o carro do prefeito. Dispararam contra os pneus e vidros traseiro e dianteiro de seu carro. Gomes da Silva, que era o motorista, disse que na hora a trava e o câmbio da Pajero não funcionaram.
Os bandidos armados então abriram a porta do carro, arrancaram o prefeito de lá e o levaram embora. Sérgio Gomes da Silva ficou no local e nada aconteceu com ele.
Na manhã de 20 de janeiro de 2002, no Domingo, o corpo do Prefeito Celso Daniel, foi encontrado com oito tiros, na Estrada das Cachoeiras, no Bairro do Carmo, na altura do quilômetro 328 da rodovia Régis Bittencourt (BR-116), em Juquitiba.

### Inquérito policial
A Polícia Civil do Estado de São Paulo concluiu o inquérito sobre a morte de Celso Daniel em 1° de abril de 2002. Segundo o relatório final da Polícia, apresentado pelo Delegado Armando de Oliveira Costa Filho, do Departamento de Homicídios e de Proteção à Pessoa (DHPP), seis pessoas de uma quadrilha da favela Pantanal, da Zona Sul de São Paulo, cometeram o crime. Entre elas estava um menor de idade, que confessou ter sido o autor dos disparos que atingiram o prefeito. O inquérito policial concluiu que os criminosos sequestraram Celso Daniel por acaso, frustrados por perderem de vista seu alvo, um empresário cuja identidade não foi revelada.
Os integrantes da quadrilha seriam: Rodolfo Rodrigo de Souza Oliveira (“Bozinho”), José Édson da Silva (“Édson”), Itamar Messias Silva dos Santos (“Itamar”), Marcos Roberto Bispo dos Santos (“Marquinhos”) e Elcyd Oliveira Brito (“John”). O líder da quadrilha seria Ivan Rodrigues da Silva, também conhecido como "Monstro". O local do cativeiro foi escolhido por Édson, que alugou um sítio em Juquitiba para isso. Dois carros foram roubados para o sequestro: uma Chevrolet Blazer e um Volkswagen Santana. A quadrilha se reuniu no dia 17 de janeiro de 2002 e definiu que o sequestro ocorreria no dia seguinte.
No dia 18 de janeiro, à tarde, teve início a operação. Monstro e Marquinhos saíram no Santana e os outros criminosos foram na Blazer. Por um telefone celular o Monstro coordenava toda a ação. Os meliantes na Blazer começaram a perseguir o comerciante que pretendiam deter, contudo perderam-no de vista. O líder do bando, Monstro, ordenou então que o grupo abortasse a ação e que atacasse o passageiro do primeiro carro importado que fosse encontrado no caminho. Os bandidos começaram a trafegar pelas ruas da região e Monstro escolheu como novo alvo a Pajero onde viajavam o prefeito Celso Daniel e o empresário Sérgio Gomes. O bando começou a perseguir a Pajero do prefeito, utilizando a Blazer para bater na na traseira da Pajero.  Até que Itamar e Bonzinho saíram da Blazer, atiraram na direção da Pajero e tiraram o prefeito Celso Daniel do carro, rendido à força. Ele foi levado até a Favela Pantanal, na divisa entre Diadema e São Paulo. Na favela, os bandidos retiraram Celso Daniel da Blazer, colocaram-no no Santana e levaram-no até o cativeiro em Juquitiba.
No dia 19 de Janeiro, os criminosos souberam pelos jornais que tinham sequestrado o prefeito de Santo André. Eles ficaram com medo e resolveram desistir. Monstro ordenou a Edson que a vítima fosse "dispensada". Segundo os outros integrantes da quadrilha, Monstro quis dizer com isso que Celso Daniel deveria ser libertado. Contudo, Edson entendeu que deveria matar o prefeito. Edson contratou  um  menor conhecido como "Lalo" para matar a vítima. Edson, Lalo e Celso Daniel foram até a estrada da Cachoeira, em Juquitiba, e Edson deu a ordem para Lalo matar o prefeito. Dois dias depois, o corpo de Celso Daniel foi encontrado, com oito perfurações a bala.
A família de Celso Daniel não ficou satisfeita com o resultado do primeiro inquérito policial, que disse que o prefeito foi vítima de crime comum, assassinado por engano por uma quadrilha de sequestradores. Para a família do prefeito, o crime teve motivação política.
O irmão de Celso Daniel, João Francisco Daniel, que disse que José Dirceu teria recebido dinheiro oriundo de propinas, se retratou em 2006 após Dirceu mover uma ação por danos morais e disse que só tinha o desejo de ver o assassinato do seu irmão solucionado.
O empresário Sérgio Gomes da Silva, que era o motorista da Pajero onde viajava o prefeito Celso Daniel, disse que, quando foi fechado pelos bandidos, a trava e o câmbio do veículo não funcionaram, o que impossibilitou a fuga e permitiu aos bandidos abrirem a porta do carro e levarem o prefeito.  Uma análise pericial foi feita na Pajero e a conclusão dos peritos é que o carro não tinha nenhum defeito elétrico ou mecânico que justificasse uma falha. Segundo os peritos, se houve falha na hora, ela foi humana.
Após a morte de Celso Daniel foram ainda assassinadas sete outras pessoas, todas em situações misteriosas:
- Dionísio Aquino Severo - Sequestrador de Celso Daniel e uma das principais testemunhas no caso. Uma facção rival o matou três meses após o crime.
- Sérgio ‘Orelha’ – Escondeu Dionísio em casa após o sequestro. Fuzilado em novembro de 2002.
- Otávio Mercier – Investigador da Polícia Civil. Telefonou para Dionísio na véspera da morte de Daniel. Morto a tiros em sua casa.
- Antonio Palácio de Oliveira - O Garçom que serviu Celso Daniel na noite do crime pouco antes do sequestro. Em fevereiro de 2003.
- Paulo Henrique Brito - Testemunhou a morte do garçom. Levou um tiro, 20 dias depois.
- Iran Moraes Redua - O Agente funerário que reconheceu o corpo do prefeito jogado na estrada e que chamou a polícia em Juquitiba, morreu com dois tiros em novembro de 2004.
- Carlos Delmonte Printes - Legista que atestou marcas de tortura no cadáver de Celso Daniel, foi encontrado morto em seu escritório em São Paulo, em 12 de outubro de 2005.

Um dos promotores do caso mostrou ao menor que alegou ter atirado no prefeito, uma foto de Celso Daniel. Este não conseguiu reconhecer a pessoa na foto, sendo posta em dúvida a hipótese de ele ter sido o autor dos disparos que vitimaram Celso Daniel.
A família pressionou as autoridades para que o caso da morte do prefeito fosse reaberto. Em 5 de agosto de 2002 o Ministério Público de São Paulo solicitou a reabertura das investigações sobre o sequestro e assassinato do prefeito.
Em Agosto de 2010 a promotora Eliana Vendramini, responsável pela investigação e denúncia que apura o assassinato do ex-prefeito Celso Daniel, sofreu um acidente automobilístico em uma via expressa de São Paulo. O veículo blindado conduzido pela promotora capotou três vezes após ser repetidamente atingido por outro automóvel, que fugiu sem prestar socorro.

### Hipótese de crime político

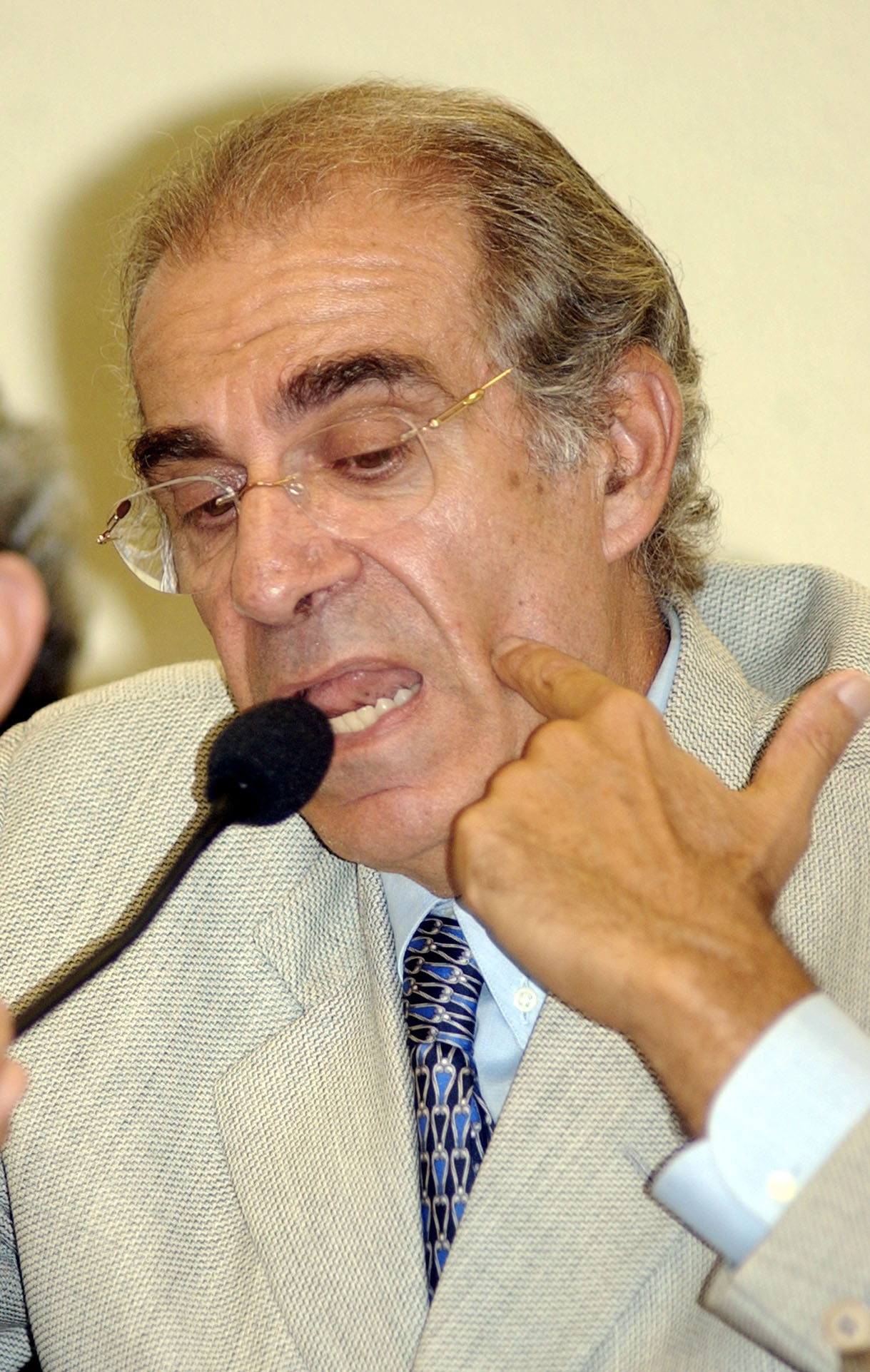
João Francisco Daniel, irmão de Celso Daniel, em depoimento na CPI dos Bingos.

Muitos integrantes da família do prefeito morto acreditam na hipótese de crime político. Segundo o irmão de Celso Daniel, o oftalmologista João Francisco Daniel, o prefeito morreu porque detinha um dossiê sobre corrupção na prefeitura de Santo André. Tal hipótese é questionada por muitos, uma vez que João Francisco, filiado ao Partido Trabalhista Brasileiro (PTB), fazia oposição a seu irmão, com quem era rompido pessoal e politicamente. Bruno Daniel, o irmão que mais frequentemente vem a público cobrar que a hipótese de crime político seja mais investigada, já precisou esclarecer que jamais acusou integrantes do PT de serem os mandantes do crime.
João alega que seu irmão, quando era prefeito de Santo André, sabia e era conivente de um esquema de corrupção na prefeitura, que servia para desviar dinheiro para o Partido dos Trabalhadores. O suposto esquema envolveria integrantes do governo municipal e empresários do setor de transportes e contaria ainda com a participação de José Dirceu.
Empresários de ônibus da região do ABC Paulista, como a Família Gabrilli, controladora da Viação São José/Expresso Guarará, confirmaram que Sérgio Gomes da Silva, o Sombra, coletava mensalmente uma propina das empresas, com valores que variavam entre R$ 40 mil e R$ 120 mil. Ainda de acordo com estas denúncias, as empresas que participavam do suposto esquema seriam beneficiadas em Santo André. A filha do dono da Viação São José/Expresso Guarará, Ângela Gabrilli, contou em depoimento ao Grupo de Atuação Especial de Repressão ao Crime Organizado (GAECO), do Ministério Público de Santo André, e à CPI da Câmara Municipal de Santo André, realizada logo após a morte de Celso Daniel, que a Viação Padroeira, que supostamente participava do apontado esquema, ganhou a concessão de uma linha, a B47R (Jardim Santo André/Terminal Santo André Oeste), prejudicando a Viação São José que mantinha uma linha com itinerário semelhante. A linha da Viação Padroeira acabou fazendo com que a São José extinguisse a linha mais antiga, a T45 (Vila Suíça/Estação de Santo André) e entrasse em prejuízo. Até então, a Viação São José não participava do suposto esquema.
Os acusados negam as denúncias e vêm se defendendo nos fóruns apropriados.
Ainda segundo depoimento do irmão de Celso, João Francisco Daniel, algumas pessoas começaram a desviar para suas contas pessoais o dinheiro, que por sua vez já era desviado ilegalmente para o PT. Celso Daniel descobriu isso e preparou um dossiê, que teria desaparecido após seu assassinato.
O presidiário José Felício, conhecido como "Geleião", disse à polícia ter ouvido falar sobre o dossiê de Celso Daniel e de uma ameaça de morte. O empresário Sérgio Gomes da Silva (o "Sombra"), que dirigia o carro em que viajava o prefeito na noite do sequestro, foi indiciado pelo Ministério Público de São Paulo, acusado de ser o mandante do assassinato do prefeito. De acordo com o Ministério Público foi Sombra quem ordenou a morte do prefeito para que um suposto esquema de corrupção na prefeitura de Santo André não fosse descoberto. Sombra foi preso e nega qualquer participação na morte do prefeito.
Os promotores Roberto Wider Filho e Amaro José Tomé, do Gaeco do Ministério Público de Santo André, pediram em 2005, a reabertura das investigações policiais. Por ordem do Secretário de Segurança do Estado de São Paulo, Saulo de Castro Abreu Filho, o caso foi encaminhado para a delegada Elisabete Sato, então titular do Distrito Policial de número 78, nos Jardins. Os promotores pediram que o caso não fosse encaminhado novamente ao Departamento de Homicídios e Proteção à Pessoa (DHPP) da Polícia Civil paulista, que já havia concluído pela tese de crime comum. Mesmo após a reabertura das investigações, o delegado-geral da época, Marco Antônio Desgualdo, declarou acreditar na tese de crime comum, o que é negado veementemente pelos promotores e pelos familiares de Celso Daniel.
Um segundo inquérito, conduzido novamente pela delegada titular do 78° DP, Elizabete Sato, indicada pelo então secretário Saulo de Abreu, aberto no segundo semestre de 2005, em meio ao turbilhão da CPMI dos Bingos, a chamada "CPI do Fim do Mundo". Elizabete foi escalada pela Secretaria da Segurança para apurar denúncias dos irmãos desafetos do prefeito, João Francisco e Bruno. Elizabete Sato encaminhou à Justiça e ao Ministério Público relatório de cinco páginas sobre o caso, com a conclusão de que o crime não teve motivações políticas. O inquérito, com data de 26 de setembro de 2006, é anterior ao primeiro turno das eleições presidenciais. Sua repercussão na mídia só se deu no final de novembro de 2006.
A delegada ouviu os sete pistoleiros presos sob acusação de terem sido os executores do prefeito. Novamente confessaram o crime. A novidade foi um dos acusados ter admitido a autoria dos oito disparos que vitimaram o prefeito. O Lalo, à época do crime com quinze anos, disse ter atirado 'por mando e coação' de José Edson da Silva, o Zé Edson, "este sim o principal executor do crime e indivíduo que exala violência e descomprometimento com a vida humana", segundo o relatório.
Sérgio Chefe e o ex-vereador Klinger Sousa (PT), acusados de comandar uma quadrilha de distribuição de propinas na cidade, não foram reconvocados por não haver elementos novos a serem perguntados e para "não transformar a investigação em um acontecimento político".
Sete anos depois, a Justiça ainda não havia concluído as oitivas de testemunhas de defesa dos oito denunciados pelo homicídio. A previsão era que, quando essa fase fosse concluída, se a Justiça reconhecesse que havia indícios suficientes de serem os réus os autores, iria submeter o processo ao julgamento final no tribunal do júri. Caso contrário, o Poder Judiciário poderia arquivar o processo.
Eucyd Oliveira Brito, conhecido como "John", condenado pelo sequestro do ex-prefeito, no dia 4 de agosto de 2010, fugiu da Penitenciária de Pacaembu, a 617 km de São Paulo e foi capturado numa favela no Jardim Míriam, São Paulo, em 11 de novembro de 2011.
As investigações sobre a morte de Celso Daniel ganharam novos elementos em 2012 com depoimento de Marcos Valério, operador do mensalão, em julgamento perante o Supremo Tribunal Federal. Marcos Valério afirmou à Procuradoria, tentando firmar acordo de delação premiada, que o  atual presidente Lula e ex-ministro Gilberto Carvalho estariam sendo extorquidos por criminoso envolvido no caso. O motivo seria um esquema de cobrança de propina existente na prefeitura de Santo André, que era administrado por Celso Daniel.
Em 2019, surge nova denúncia por parte de Marcos Valério, que acusa através de boatos o atual presidente Luiz Inácio Lula da Silva de ser um dos mandantes do assassinato. O promotor responsável pela investigação do assassinato, Roberto Wider Filho, negou ter ouvido de Valério essa acusação, e o próprio GAECO também rejeitou essa versão.

## Sombra
O empresário Sérgio Gomes da Silva, conhecido como "Sombra", um dos principais envolvidos no crime, morreu de câncer em 27 de setembro de 2016 na cidade de São Paulo.
Formado em Pedagogia, com pós-graduação em Filosofia da Educação, Sérgio Gomes da Silva foi professor dos funcionários da Pirelli, empresa em que Celso Daniel fazia parte do time veterano de basquete. Os dois se conheceram através de Marilena Nakano, mulher do irmão caçula de Bruno José Daniel Filho.
Em 1988 durante a campanha para prefeito de Santo André, Celso Daniel tinha o amigo como seu segurança.
Depois de eleito novamente em 1996, Celso o levou para a prefeitura, onde ganharia cargos cobiçados como a chefia da Guarda Municipal e da Defensoria Pública. O apelido "Sombra" foi criado por um grupo incomodado com a proximidade de Sérgio com o prefeito.
O sociólogo Celso Rocha de Barros, em livro detalhando a história do PT, ressalta que, na hipótese que Sombra estava roubando do caixa dois do partido, não faz sentido suspeitar da cúpula do partido: "Mesmo se atribuirmos à direção do PT as piores intenções, é difícil imaginar que matariam para ter menos dinheiro de campanha."

## Mortes suspeitas de pessoas ligadas ao caso
Após o assassinato do prefeito, uma série de personagens ligados ao crime viria a morrer. Entretanto, em uma entrevista concedida em abril de 2016, o delegado aposentado Marcos Carneiro Lima, que trabalhou na Divisão Anti-Sequestro entre os anos 90 e 2000, e foi delegado-geral em São Paulo, descartou que tais mortes pudessem ter motivação política.

### Antônio Palácio de Oliveira, assassinado em fevereiro de 2003
O garçom do restaurante Rubaiyat que atendeu Celso Daniel e Sombra em jantar pouco antes do sequestro. Morreu ao chocar-se de moto contra um poste quando era perseguido por dois homens. Trazia consigo documentos falsos, com um novo nome. Membros da família disseram que ele havia recebido R$ 60 mil, de fonte desconhecida, em sua conta bancária.
O suposto acidente foi testemunhado por Paulo Henrique Brito, que iria morrer no mês seguinte.

### Paulo Henrique da Rocha Brito, assassinado em março de 2003
Paulo Henrique testemunhou o acidente e acionou o serviço de resgate. A polícia não pôde ouvir seu depoimento, pois vinte dias depois a única testemunha seria morta no mesmo lugar com um tiro nas costas. Tudo que se sabe é que o assassino teria fugido numa moto azul.
A suspeita de sua morte recaiu sobre dois menores, conforme conclusão policial. O motivo da morte teria sido motivado por vingança, algo relacionado à conduta de menores infratores dentro da Febem, onde a vítima trabalhava.

### Iran Moraes Rédua, assassinado em dezembro de 2003
Iran era funcionário da empresa Serviço Funerário da Serra, e foi responsável pelo recolhimento do corpo de Celso Daniel. Foi o primeiro a reconhecer o rosto do político. Iran foi assassinado no dia 23 de dezembro de 2003.
Em fevereiro de 2006, 4 anos depois da morte de Celso Daniel, foi preso o responsável pela morte de Iran, Alexandre de Almeida Moraes. Ao confessar o crime, Alexandre disse que a ordem veio de seu patrão, Fábio Hervelha Schunck, dono de uma funerária concorrente. O mandante também foi preso.  Para a polícia, o crime fora motivado por uma disputa territorial.

### Dionízio de Aquino Severo, assassinado em abril de 2002
Dionízio seria o suposto elo entre quadrilha e Sombra. Líder da quadrilha da Favela Pantanal, foi resgatado por um helicóptero do Presídio Parada Neto, em Guarulhos, dois dias antes do sequestro de Celso Daniel, do qual participou. Foi preso três meses após o crime e afirmou à polícia que tinha revelações a fazer. Antes de contar o que sabia, foi encontrado morto no Presídio do Belém, em São Paulo. As circunstâncias de sua morte foram bastante atípicas, embora fosse de conhecimento da polícia que ele fora jurado de morte pelo PCC, antes do sequestro de Celso Daniel.
Aílton Freitas, um dos presos que fugiram com ele, disse em depoimento que Dionísio havia sido resgatado para cumprir a tarefa de "queima de arquivo" de um "peixe grande" e que o empresário Sérgio Gomes da Silva, o "Sombra" seria o mandante do crime.

### Manuel Sérgio Estevam, o Sérgio Orelha, assassinado em setembro de 2002
Amigo de Dionízio, com quem dividira uma cela na Penitenciária de Avaré. Sérgio deu guarida a Dionízio em seu apartamento logo este fugir da prisão. Orelha seria assassinado em setembro de 2002.

### Otávio Mercier, assassinado em julho de 2003
Investigador que ligou para Severo na véspera do crime. Morto em julho de 2003.

### Carlos Delmonte Printes, assassinado em outubro de 2005
Médico legista que emitiu o laudo identificando sinais de tortura no corpo do prefeito, afirmando que Celso Daniel foi embalsamado — o que possibilitaria uma autópsia posterior — e que a real data da morte foi em 19 de janeiro. Printes foi encontrado morto em seu escritório, em outubro de 2005. A Polícia Civil concluiu que o médico cometeu suicídio por causa do fim de seu casamento, ingerindo um coquetel de medicamentos.

## Na cultura popular
- O Caso Celso Daniel (2022) - documentário Globoplay.[34]